# キルフラ県

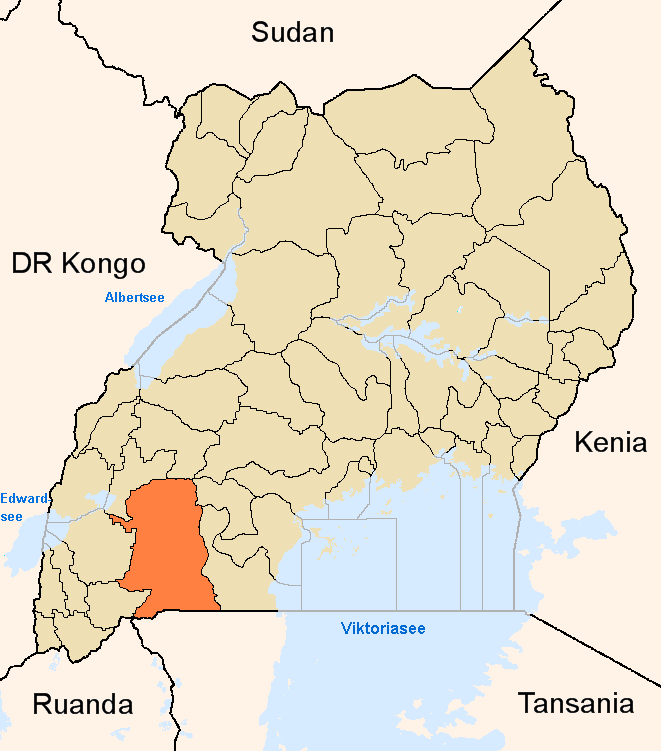
ムバララ県と2001年から2005年の県境、東北部がキルフラ県

キルフラ県 (キルフラけん、Kiruhura District) はウガンダ南西部、アンコーレ王国東部の県。ムバララ県から2005年7月（法律上、実施は8月11日）に北東のカゾ郡と東部のニャブショジ郡が分割され設置された。ムバララの北東、牛回廊と呼ばれるやや乾燥した放牧が盛んな地域に位置し、牛乳と食肉の生産地の1つである。南部にはムブロ湖があり、周辺がムブロ湖国立公園に指定されている。カゾ郡に5つ、ニャブショジ郡にキルフラTCを含め8の計13副郡に62教区、465の村が置かれている。2002年の国勢調査人口は 212,219 人。知事に相当する第5地域議会議長はフィリップ・カムグングヌ。

## 隣接する県
北西にイバンダ県、南にイシンギロ県、北にトロ王国のキエンジョジョ県、カムウェンゲ県、北東にブガンダのムベンデ県、センバブレ県、東にリャントンデ県、ラカイ県と接する。

## 脚註
1. ↑  Denis Ocwich, "Can Uganda’s economy support more districts?", New Vision, Aug 8, 2005.